# لحظه‌ها (ترانه وان دایرکشن)
«لحظه‌ها» (به انگلیسی: Moments)ترانه‌ای از گروه انگلیسی-ایرلندی وان دایرکشن برای نخستین آلبوم استودیویی آن‌ها همه شب بیدار (۲۰۱۱) است، که توسط سایکو رکوردز منتشر شد. این ترانه توسط اد شیرن و سی هالبرت نوشته شده‌است و توسط هالبرت تهیه‌کنندگی شده‌است.